# Bayerische Denkmalliste
De Bayerische Denkmalliste is de inventaris van het monumentale erfgoed van Beieren, een deelstaat van de Bondsrepubliek Duitsland. Deze database wordt gevuld en bijgewerkt door het Bayerisches Landesamt für Denkmalpflege, de Beierse administratieve autoriteit voor erfgoedbescherming.
De classificatie van het monumentale erfgoed in Beieren en de bescherming ervan zijn vastgelegd in de Beierse wet op de monumentenzorg (Denkmalschutzgesetz in het Duits, vaak afgekort als DSchG), die op 25 juni 1973 werd aangenomen en sinds 1 oktober van hetzelfde jaar van kracht is.